# 811
سنة 811 م كانت سنة بسيطة تبدأ يوم الأربعاء (الرابط يظهر نموذج التقويم الكامل للسنة) من التقويم اليولياني. بدأت تسمية السنة ب811 منذ العصور الوسطى المبكرة، عندما أصبح تقويم أنو دوميني هو الأسلوب السائد في أوروبا لتسمية السنوات.

## مواليد
- محمد الجواد إمام من أئمة آل البيت

## وفيات
- بيبين الأحدب أمير فرنجي، ابن شارلمان
- حاتم بن هرثمة قائد عباسي ووالي مصر في عهد الخليفة العباسي أبو عبد الله محمد الأمين
- نقفور الأول